# Pietniczany (przystanek kolejowy)
Pietniczany (ukr. П'ятничани, ros. Пятничаны) – przystanek kolejowy w miejscowości Pietniczany, w rejonie stryjskim, w obwodzie lwowskim, na Ukrainie.